# Henry Joseph O’Leary

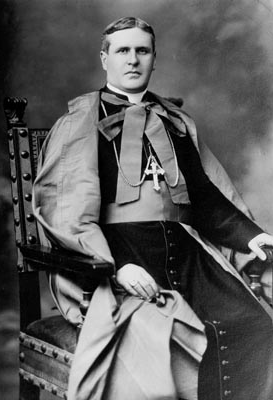
Henry Joseph O’Leary

Henry Joseph O’Leary (* 13. März 1879 in Richibucto, New Brunswick; † 5. März 1938 in Victoria, British Columbia) war ein kanadischer römisch-katholischer Geistlicher und Erzbischof von Edmonton.

## Leben
O’Leary empfing am 21. September 1901 die Priesterweihe für das Bistum Chatham.
Am 29. Januar 1913 wurde er zum Bischof von Charlottetown ernannt. Die Bischofsweihe spendete ihm am 22. Mai desselben Jahres der Erzbischof von L’Aquila, Pellegrino Stagni, Mitkonsekratoren waren Edward Joseph McCarthy, Erzbischof von Halifax und James Morrison, Bischof von Antigonish.
Am 7. September 1920 wurde O’Leary zum Erzbischof von Edmonton ernannt und am 8. Oktober desselben Jahres in das Amt eingeführt. Er starb am 5. März 1938 im Alter von 58 Jahren.